# Frederik Piket
Frederik Hendrik (Freek) Piket (Den Haag, 14 augustus 1927 - aldaar, 28 maart 2011) was een Nederlands jurist en politicus namens de CHU.
Piket werkte naast zijn politieke loopbaan van 1952 tot 1982 als advocaat en procureur in Den Haag. Aansluitend was hij tot 1987 kantonrechter.
- Biografisch Portaal: 95560349
- Parlement.com: vg09llgpo1q8